# Ti voglio bene Denver (singolo)
Ti voglio bene Denver è un singolo della cantante italiana Cristina D'Avena, pubblicato il 16 novembre 2018 come secondo estratto dal settantasettesimo album in studio Duets Forever - Tutti cantano Cristina.

## Descrizione
Il singolo, che ha visto la partecipazione del gruppo musicale italiano Lo Stato Sociale, è una reinterpretazione del brano omonimo del 1989. Rispetto al brano originale duettato con Pietro Ubaldi, la nuova versione è mancante delle parti cantate da quest'ultimo che sono sostituite da silenzi o da nuove frasi create per l'occasione.

## Tracce
Download digitale
1. Cristina D'Avena, Lo Stato Sociale – Ti voglio bene Denver – 3:12 (testo: Alessandra Valeri Manera – musica: Carmelo Carucci)

## Formazione
- Fabio Gargiulo – arrangiamento, basso, chitarre, programmazione
- Massimo Sciannamea – tastiere e programmazioni
- Enrico Roberto, Massimo Sciannamea – arrangiamento fiati
- Giuliano Teofrasto – tromba e sassofono
- Angelantonio de Pinto – trombone